# Lars Spuybroek
Lars Spuybroek (Rotterdam, né en 1959) est un artiste et architecte néerlandais.

## Parcours
Né en 1959, Lars Spuybroek est diplômé de l'Université de technologie de Delft. Il mène ensuite un parcours d'artiste, d'architecte, d'urbanisme et d'enseignant (il anime en particulier une chaire à l'école de design du Georgia Institute of Technology,  à Atlanta.
En 1991, il fonde à Rotterdam l'agence NOX.

## Agence Nox
L'agence Nox se distingue par la plasticité de ses productions (maquettes et constructions) et par ses activités pluridisciplinaires : réalisation architecturale, diffusion d'un magazine, production de vidéos, mise en place d'installations comme en 2000 au Musée d'Arts de Nantes, etc.
Avec son compatriote Kas Oosterhuis, Lars Spuybroek, de l'agence Nox, est le premier constructeur d'un bâtiment de la blob architecture, le pavillon de l'eau (1993-1997) à Neeltje Jans aux Pays-Bas.

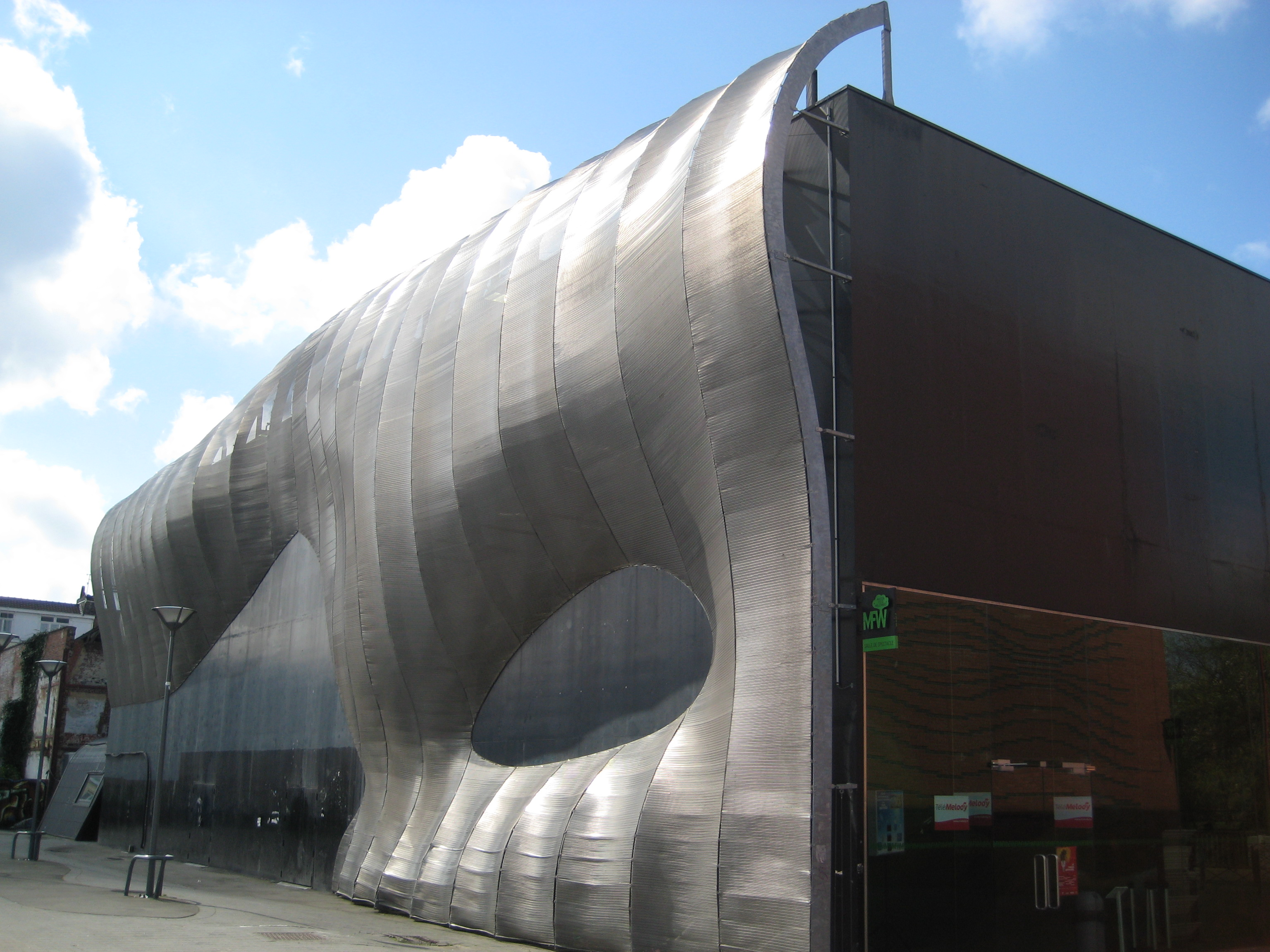
maison folie de Wazemmes

L'agence NOX et Lars Spuybroek ont participé à la conception et à la construction de la maison folie de Wazemmes.  En France, ils ont également été sélectionnés pour concourir , par exemple, pour le centre Pompidou-Metz.

## Quelques expositions
- 1997 - «NOX» Sixty minutes installation vidéo-expo individuel, NAI, Rotterdam.
- 1998 - 1997 - «transArchitectures 02/03» IFA Paris, New York, Graz, Los Angeles, Bordeaux, Monte Carlo, Bruxelles, Rotterdam, Vienne ; "NINE+One" Expo. Collective - 10 Jeunes Architectes Hollandais - Rotterdam, Los Angeles, New York, Sao Paolo, Vienne, Berlin.
- 1998 - «Arquitectura Virtual» Centre culturel de Belém, Lisbonne, Portugal ; "NearDeathHotel" Walker Art Center, Minneapolis.
- 1999 - «Deep Surface », Installation, Galerie Exedra, Hilversum, Hollande.
- 2008 - «Design and the Elastic Mind», MoMA, New York.
- 2014 - «Archéologie du numérique : Environnements virtuels, objets interactifs», Centre canadien d'architecture, Montréal, Québec, Canada.